# Paste (часопис)
Paste (транскр. Пејст) је мjесечни музички и забавни дигитални часопис, са сjедиштем у Aтланти, Џорџија, са студијима у Атланти и Менхетну, а у власништву је Paste Media Group. Часопис је почео као веб страница 1998. године. Штампао се од 2002. до 2010. године, прије него што је прешао на интернет.

## Историја
Часопис је основан у јулу 2002. године, а у власништву је Џоша Џексона, Ника Пурдија и Тима Портера. У октобру 2007. часопис је понудио читаоцима могућност да се пријаве за годшњу претплату. Број претплатника се повећао за 28.000, али власници су примјетили да овај модел није одржив. Надали су се да ће нови читаоци побновити претплату наредне године по садашњим стопама и да ће повећање веб саобраћаја привући додатне претплатнике и оглашиваче. Усред економске кризе, Paste је имао проблема са приходима од реклама као и други издавачи часописа 2008. и 2009. године. 14. маја 2009, уредници Paste-а објавили су план за спас часописа, молећи његове читаоце, музичаре и познате личности за доприносе. Смањење трошкова од стране часописа није зауставило губитке. Као суштина финансијских проблема био је наведен недостатак потрошње оглашивача. 31. августа 2010, Paste је суспендовао штампани часопис, али наставља да излази онлајн.